# منتخب الهند لكرة القدم للسيدات
منتخب الهند الوطني لكرة القدم للسيدات هو ممثل الهند الرسمي في المنافسات الدولية في كرة القدم في فئة كرة القدم للسيدات.